# Lavočkin La-9
Lavočkin La-9 (v kódu NATO Fritz) byl sovětský jednomístný jednomotorový stíhací letoun vyráběný krátce po druhé světové válce a jeden z posledních sovětských stíhacích letounů s hvězdicovým motorem.

## Vznik
La-9 představoval další vývoj projektovaného prototypu Lavočkin La-126. První prototyp označený La-130 (také Objekt 130) byl dokončen v závodu č. 21 v lednu 1946. Podobnost se slavným Lavočkinem La-7 byla pouze povrchní - nová stíhačka byla celokovové konstrukce s nosným potahem a laminárním profilem křídla. Úspora hmotnosti díky vyloučení dřeva z draku letounu umožnila výrazně zvýšit kapacitu paliva instalací pěti samosvorných nádrží o celkovém objemu 825 l do křídla a namontovat výzbroj čtyř synchronizovaných kanonů NS-23. Ocasní plochy byly zvětšeny, chladič oleje byl umístěn v nově navrženém podtrupovém tunelu. Kokpit byl prostornější, měl zlepšené odvětrávání a těsnil lépe než u La-7. Palubní deska byla osazena modernějšími přístroji a pilot měl k dispozici kyslíkovou lahev. Do náběžné hrany pravé poloviny křídla byl zabudován fotokulomet Fairchild typ 6.
V únoru 1946 byl dokončený letoun přesunut do závodu č. 31, kde s ním A. A. Popov provedl do května třicet testovacích letů. Dne 9. června byly ve Vědecko-výzkumném institutu sovětského letectva pro letové zkoušky (NII VVS) zahájeny státní zkoušky, na kterých se podíleli piloti A. G. Kubiškin a V. I. Alexejenko. Za řízením se později vystřídalo dalších jedenáct testovacích a stíhacích pilotů. Pro odstranění nalezených nedostatků byl stroj 8. července vrácen  do závodu č. 21, kde byly testy obnoveny 25. července. Do NII VVS se „130“ vrátil 10. října, kde již státní zkoušky zvládl uspokojivě.
Simulovaný souboj ukázal, že La-130 byl vyrovnaný s La-7, ale v horizontálních rovinách horší než Jakovlev Jak-3. 

## Vývoj
Nová stíhačka, oficiálně označená jako La-9, vstoupila do výroby již v srpnu 1946. První čtyři exempláře letectvo převzalo v prosinci. Na začátku roku 1947 se první třicítka La-9 přemístila na letiště u Moskvy, kde probíhaly provozní zkoušky. Nalezené nedostatky byly odstraňovány v průběhu sériové produkce. Některé stroje z prvních výrobních sérií měly pouze tři kanóny NS-23, nebo NR-23, kdy byl spodní levý kanón vynechán, přičemž výstřelná štěrbina nebyla zakryta.
Výroba byla v roce 1948 ukončena a bylo postaveno celkem 1 559 letadel. V roce 1946 bylo vyrobeno 15 kusů, v roce 1947 840 a poslední rok výroby 704 stroje.
Ve stejné době jako La-9 vznikla v OKB-301 i její dvoumístná varianta La-9V (někdy též La-9B). Za původní kabinu byla instalována další s druhým řízením a interkomunikačním systémem. Kryt kabiny byl prodloužen a kvůli zjednodušení výroby bylo ostruhové kolo pevné. Počet palivových nádrží byl zredukován na tři, výzbroj tvořil pouze jeden synchronizovaný kanón NS-23. Podtrupový chladič oleje byl z důvodu dodržení centráže přesunut pod příď. Prototyp La-9V přestavěný z La-9 v Gorkém absolvoval v lednu 1947 osm zkušebních letů. Dne 2. června byl přesunut do NII VVS, kde se s pilotem I. M. Dzjubou pod dohledem hlavního inženýra a pilota V. I. Alexejenka zúčastnil státních zkoušek. Následně byl v Konstrukční skupině 301 kanón nahrazen těžkým kulometem UBS ráže 12,7 mm a původní zaměřovač ASP-1N, vycházející z britského Mk.2d, byl vyměněn za novější ASP-3. Další úprava zahrnovala nová polohová světla a inovovaný čelní štítek. Takto upravený stroj stroj absolvoval státní zkoušky a úřady nařídily jeho sériovou výrobu pod novým označením La-9UTI.
Sériová výroba 265 kusů byla zahájena v dubnu 1948 v závodě č. 99 v Ulan Ude. Jejich výzbroj tvořil kanón NS-23, nebo kulomet UBS.
V roce 1947 byly na La-9 testovány v podvěsu dva náporové motory VRD-430 konstruktéra M. M. Bondarjuka. Prototyp s označením La-138 dosáhl ve výšce 6400 m rychlosti 760 km/h. Pomocné motory zvýšily hmotnost stroje o 200 kg. Od 21. září do 13. ledna 1948 probíhaly testy prototypu La-9RD (sér. č. 48210509) s dvojicí pulzačních motorů RD-13 konstruktéra V. M. Čeloměje. Z letounu bylo sejmuto pancéřování, inovován palivový rozvod a zesílena konstrukce draku. Rychlost letounu vzrostla o 70 km/h oproti standardnímu La-9, avšak zkušební pilot Dzjuba si stěžoval na značné vibrace při chodu pulzačních motorů. Do podoby La-9RD bylo upraveno dalších 12 letounů, využívaných při zkouškách a během přehlídek, např. v létě 1947 v Tušinu.
V květnu 1947 zalétal zkušební pilot A. G. Kočetkov verzi La-9M (také La-134), použitou jako prototyp pro nový program celokovové doprovodné stíhačky La-11.

## Uživatelé
Čína

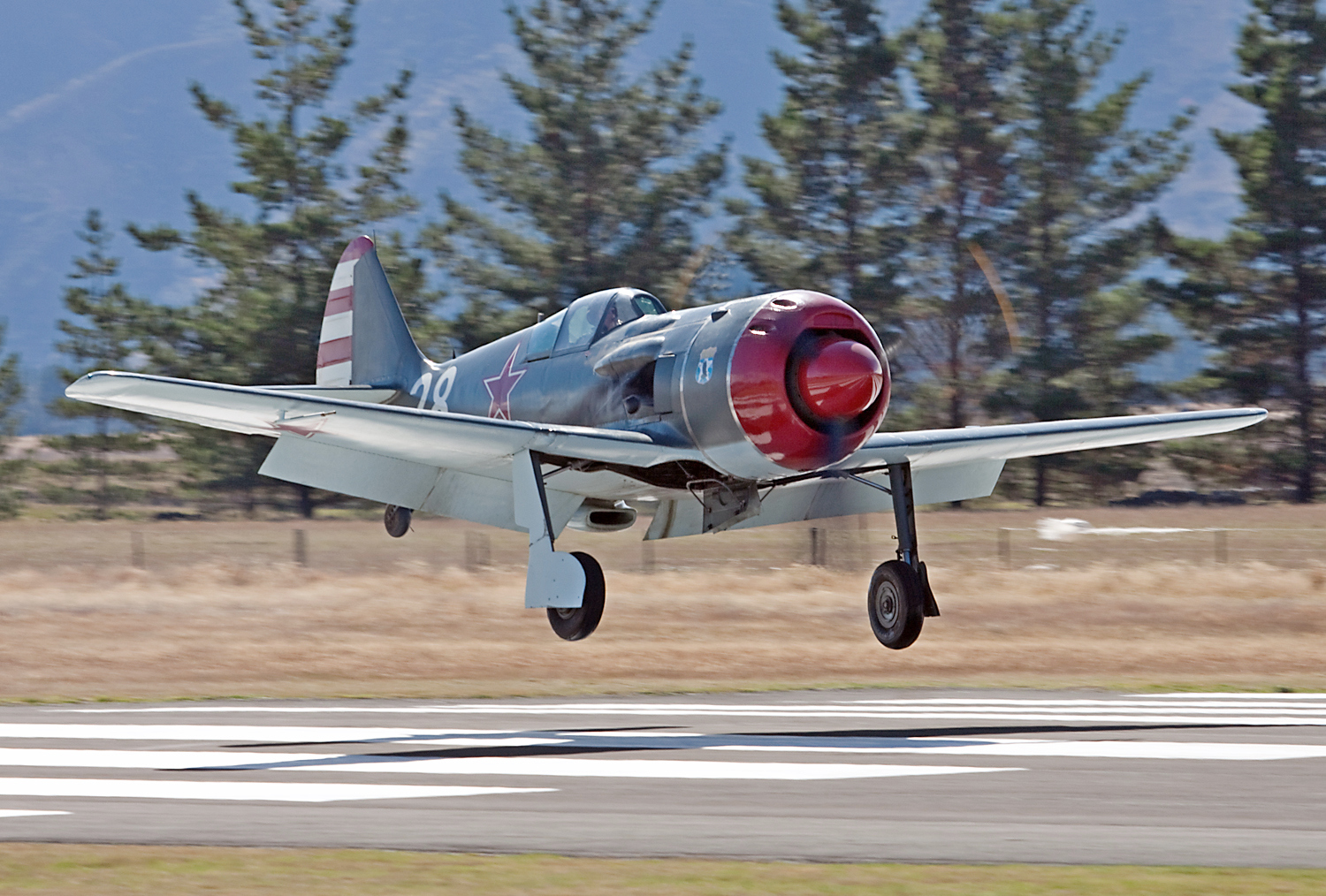
Zachovaný La-9 na leteckém dnu, 2010

- Letectvo Čínské lidové republiky obdrželo 129 strojů La-9 v roce 1950. Poslední 5 La-9 byly vyřazeny roku 1959.

 Východní Německo
- Volkspolizei (jako pomůcky pro výcvik leteckých mechaniků[1] používala 5 strojů od roku 1952 do 1956 do vytvoření Luftstreitkräfte der NVA)

 Severní Korea
- Letectvo Korejské lidové armády

 Rumunsko
- Rumunské letectvo (10 dodáno v roce 1950: 5 La-9 a 5 La-9 UTI)

 Sovětský svaz
- Sovětské letectvo
- Vojska protivzdušné obrany SSSR

## Specifikace (La-9)

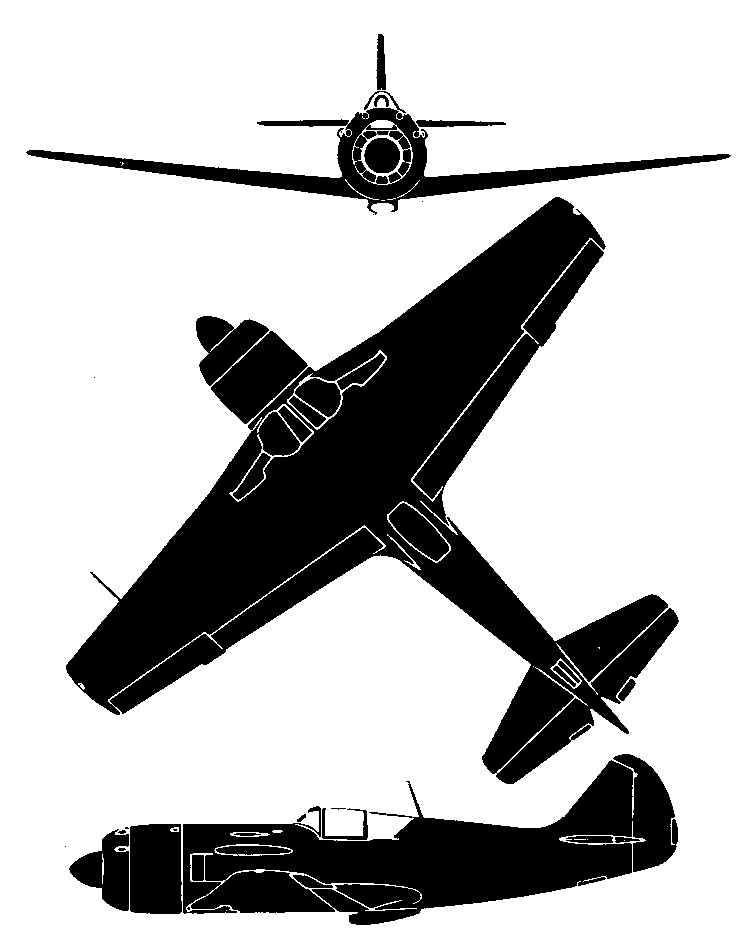
Třípohledová silueta La-9

Údaje podle

### Technické údaje
- Osádka: 1 (pilot)
- Rozpětí: 9,80 m
- Délka: 8,625 m
- Výška: 3,56 m
- Nosná plocha: 17,59 m²
- Hmotnost prázdného stroje: 2 638 kg
- Vzletová hmotnost: 3 425 kg
- Maximální vzletová hmotnost: 3 676 kg
- Pohonná jednotka: 1 × dvouhvězdicový čtrnáctiválec Švecov AŠ-82FN
- Výkon pohonné jednotky: 1850 k (1360,67 kW)

### Výkony
- Maximální rychlost: 690 km/h ve výšce 6250 m
- Dostup: 10 800 m
- Počáteční stoupavost: 17,7 m/sec
- Dolet: 1955 km

### Výzbroj
- 4 × 23mm kanón Nudelman-Suranov NS-23, každý se 75 náboji